# William Parry Murphy
William Parry Murphy (6. února 1892 Soughton USA – 9. října 1987) byl americký lékař.
Roku 1934 mu byla udělena Nobelova cena za fyziologii a medicínu „za objev týkající se léčby anémie játry“.
Spolu s ním byli oceněni G. H. Whiple a George Richards Minot.
V roce 1914 ukončil studium fyziky a matematiky na univerzitě v Oregonu. Po dvou letech se stal asistentem anatomie na lékařské fakultě.
Začal studovat medicínu na Harvardově univerzitě a v roce 1922 získal diplom doktora medicíny. Následně pracoval v různých nemocnicích, v roce 1924 se stal asistentem na Harvardově univerzitě a posléze profesorem a vedoucím lékařem Nemocnice P. B. Brighama v Bostonu. Po skončení studia medicíny se plně věnoval krevním chorobám.
Stejně jako Minot úspěšně ordinoval nemocným s perniciózní anémií játrovou dietu, později jim aplikoval nitrosvalové injekce výtažku z jater. Jeho práce byla základem úspěšného vyřešení léčby perniciózní anémie.